# Denai
Denai is een bestuurslaag in het regentschap Medan van de provincie Noord-Sumatra, Indonesië. Denai telt 18.731 inwoners (volkstelling 2010).